# Eva Kyselka

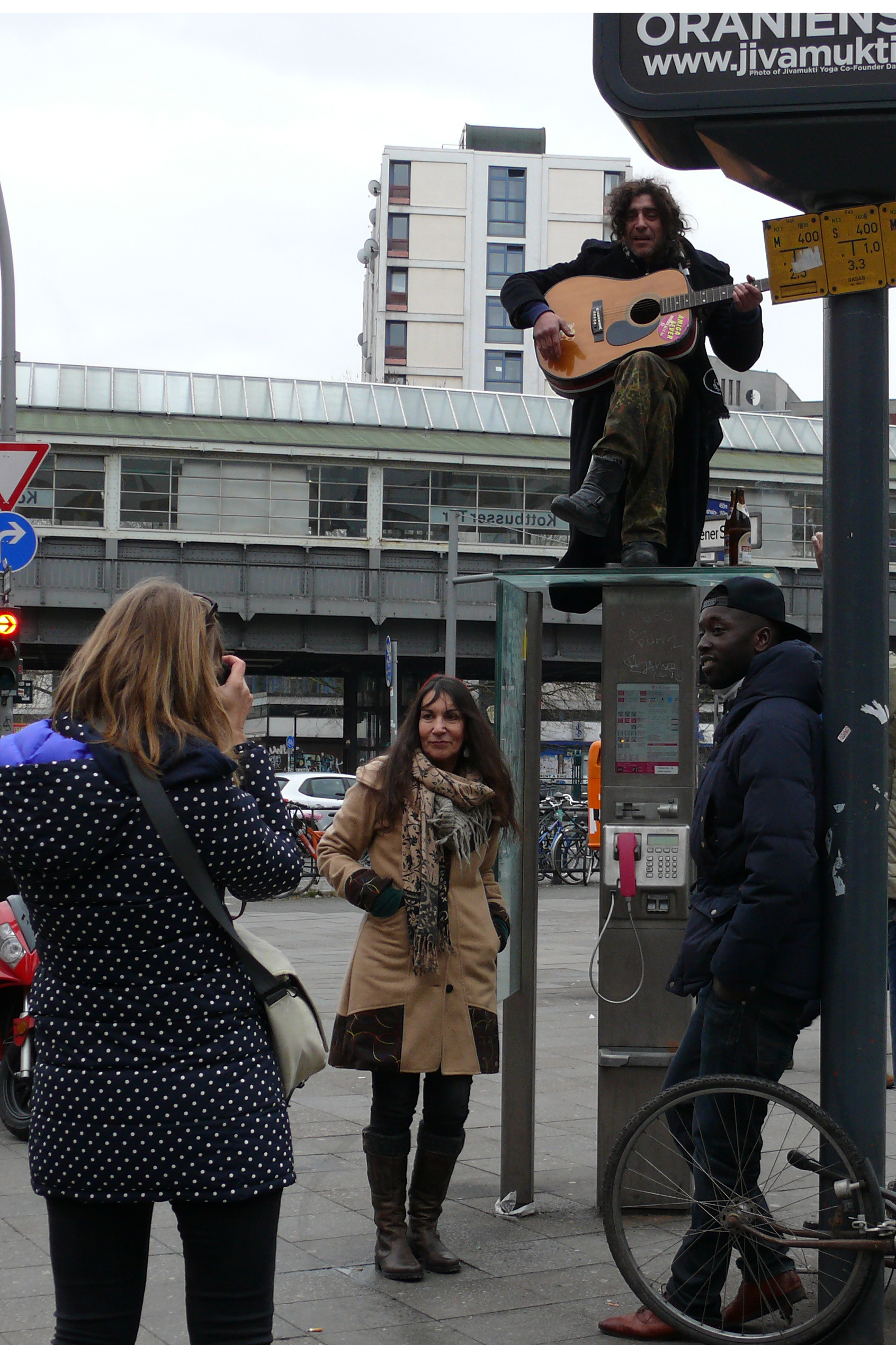
Eva Kyselka beim Videodreh für Einer von uns (One Of Us) mit Gavin-Viano Fabri in Berlin (2016)

Eva Kyselka  (* 18. November 1954 in Leipzig; † 8. November 2017 in Berlin) war eine deutsche Sängerin sowie Songwriterin in den Genres Rock und Pop. Das musikalische Spektrum umfasste aber auch Soul und Weltmusik. Sie trat auch im Ausland auf und prägte in ihrer langjährigen Bühnenkarriere zahlreiche Musikprojekte.

## Leben
Eva Kyselka wuchs in Erfurt in der DDR auf, wo ihr Vater Roman Kyselka die Orthopädische Klinik leitete. Nach seiner Vorbereitung der Flucht aus der DDR war er von 1976 bis 1980 im Zuchthaus Brandenburg inhaftiert. Mit 15 Jahren nahm Eva Kyselka Gesangsunterricht und besuchte drei Jahre die Bezirksmusikschule in Erfurt. Unmittelbar nach ihrem Abitur studierte Kyselka an der Musikhochschule Weimar.
Nach kurzen Intermezzi in mehreren Bands – unter anderem bei der damaligen Hochschul- und Rockband Gruppe Elefant aus Weimar und dem Disko-Trio BEM – zog sie 1980 nach Ost-Berlin und stieg bei der Berliner Rockband Phonolog ein, die wie die damalige Band Silly aus der Gruppe Phönix hervorgegangen war. Mit Phonolog, der sie bis 1988 als Frontsängerin angehörte, tourte sie durch die DDR, Osteuropa und Vietnam. Mit der Band und auch als Solistin war sie in dieser Zeit in Rundfunk- und Fernsehsendungen wie Bong und Stop!Rock präsent.
1984 brachte sie ihre Tochter zur Welt.
1988 produzierte Eva Kyselka den Song Steh mir bei mit der Modern Soul Band und trat mit dieser in mehreren Fernsehsendungen auf. Außerdem erhielt sie in den 1980er Jahren verschiedene Preise, etwa beim Nachwuchsfestival Goldener Rathausmann in Dresden oder beim Interpretenwettbewerb in Karl-Marx-Stadt. Anfang 1990 gründete Eva die Band Joy-Venture mit Musikern ihrer ehemaligen Band Phonolog und drei Musikern aus West-Berlin. Sie produzierten im Senatsstudio der Weißen Rose in Berlin-Schöneberg eigene Songs und tourten damit durch Deutschland.
1992 vertrat Kyselka mit dem Sänger und Gitarristen Uwe Märzke mit zwei Titeln ihrer neuen Single Reverie Deutschland beim Internationalen Popfestival in Bregenz (Österreich). 1994 gründete Eva Kyselka mit dem Pianisten Hannes Kreuziger die Band Sonnenregen, der auch kurzzeitig die Musikerin Anne de Wolff angehörte. Das Quartett Sonnenregen spielte auf seinen Konzerten ausschließlich deutschsprachige Eigenkompositionen, hauptsächlich geprägt durch den musikalischen Einfluss von Hannes Kreuziger. Ab 1997 gab Eva Kyselka unter ihrem Namen im Trio Clubkonzerte mit unterschiedlichen Besetzungen und namhaften internationalen Musikern (u. a. Ricardo Moreno, Bernard Majo, dem Cellisten Sonny Thet, der Pianistin Linnett Carrillo oder dem Pianisten Carlos Quiros, den Saxophonisten Andy Wiezcorek oder Jean Ghazal).
Von 2000 bis 2004 produzierte Eva Kyselka mit dem ehemaligen Bandgründer von Silly, dem Musiker und Produzenten Mathias Schramm, über zwanzig Songs für ein Album. 2005 gründete Eva die Band Eva Chaotica, wo sie wieder an die Zeiten als Rocksängerin anknüpfte. Von 2008 bis 2011 gab sie unter dem Namen Eva sieht Rot Konzerte im Trio mit Ostrock-Klassikern im neuen Gewand. In den letzten Jahren überwogen in ihren Konzerten wieder die eigenen Songs.
2015 veröffentlichte sie die Single Bienenkönigin, die von der sinkenden Zahl der Bienenvölker handelt, weiterhin veröffentlichte sie gemeinsam mit dem niederländischen Sänger Gavin-Viano Fabri die deutsche Coverversion von One of Us von Joan Osborne. – Einer von uns und veröffentlichte 2017 das Album Wirst du mich hören.

## Diskografie

### Alben
- 2004: In diesen Tagen
- 2008: Der Dinge Sinn
- 2016: Der Dinge Sinn – Neuveröffentlichung inklusive Bonus-Titel (Dos Santos Entertainment)
- 2017: Wirst du mich hören (Dos Santos Entertainment)

### Singles
- 2001: Liebesdeserteure
- 2015: Bienenkönigin
- 2015: Einer von uns (One of Us) gemeinsam mit Gavin-Viano Fabri (Dos Santos Entertainment)
- 2016: Bienenkönigin Remix 2016 – gemeinsam mit Gavin-Viano Fabri (Dos Santos Entertainment)